# 6711 Holliman
6711 Holliman este un asteroid din centura principală de asteroizi.

## Descriere
6711 Holliman este un asteroid din centura principală de asteroizi. A fost descoperit pe 30 aprilie 1989 la Observatorul Palomar de Eleanor Francis Helin. Asteroidul prezintă o orbită caracterizată de o semiaxă mare de 2,57 ua, o excentricitate de 0,12 și o înclinație de 14,7° în raport cu ecliptica.